# Kimberley Wells
Kimberley Wells (Coonamble, Nova Gal·les del Sud, 18 de juliol de 1985) és una ciclista australiana. Combina la carretera amb la pista.

## Palmarès
- 2013
  -  Campiona d'Austràlia en critèrium
  - 1a al Santos Women's Tour i vencedora de 2 etapes
  - Vencedora d'una etapa al Tour d'Elk Grove
- 2014
  - Vencedora d'una etapa al National Capital Tour
- 2015
  -  Campiona d'Austràlia en critèrium
  - Vencedora d'una etapa al Trofeu d'Or
- 2016
  - 1a al Gran Premi de Gatineau
  - Vencedora d'una etapa al Santos Women's Tour
  - Vencedora d'una etapa a la Cascade Cycling Classic